# Đông Á Thanh Hóa
El FLC Thanh Hóa FC (en vietnamita: Câu lạc bộ Bóng đá FLC Thanh Hóa) es un equipo de fútbol de Vietnam que juega en la V.League 1, la primera división de fútbol en el país.

## Historia
Fue fundado en el año 2009 en la ciudad de Thanh Hóa como el sucesor del desaparecido Thanh Hóa FC y en 2010 se convirtió en un equipo profesional.
En 2013 llega a jugar por primera vez en la V.League 1 y ha estado en los primeros lugares de la liga, hasta alcanzar el segundo lugar en la temporada 2017, con lo que logra clasificar a la Liga de Campeones de la AFC 2018, la que es su primera participación en un torneo internacional.

## Palmarés
- Supercopa de Vietnam: 1

2009